# Thibaud Mazzoleni
Pas d'image ? Cliquez ici

a Compétitions nationales et continentales officielles uniquement.

b Matchs officiels uniquement.
Dernière mise à jour le 25 juin 2019.
Thibaud Mazzoleni, né le 25 novembre 1996, est un joueur français de rugby à XV et à sept.

## Carrière
Passé par le club de Layrac, il intègre dès 2010 le centre de formation d'Agen. Il est formé au rugby à XV au poste de demi d'ouverture à Agen, club avec lequel il est sous contrat jusqu'en 2020.
Il signe par la suite un contrat de « mise à disposition » avec la Fédération française de rugby lui permettant d'intégrer l'équipe de France de rugby à sept et de disputer les World Series à partir de 2017.
Évoluant initialement au poste de demi de mêlée avec l'équipe de France, il joue ensuite plus souvent au poste de demi d'ouverture, en doublure de Barraque, voire à l'aile ou au centre.

## Palmarès

### Enéquipe de France à sept
- Deuxième au Canada rugby sevens 2019
- Vainqueur du Tournoi de Madrid en 2024[7]